# Юстесен, Кирстен
Кирстен Юстесен (дат. Kirsten Justesen; род. 25 декабря 1943) — датская художница, живущая и работающая в Копенгагене и Нью-Йорке. Она принадлежит к Феминистскому художественному движению.
Кирстен Юстесен окончила Датскую королевскую академию изящных искусств в 1975 году. Она изучала там классическую скульптуру. Её работы относятся к таким художественным направлениям и жанрам как боди-арт, перформанс-арт, скульптура и инсталляция. Юстесен была частью авангардной сцены 1960-х годов и одним из пионеров трёхмерного искусства, которое включает в себя собственное тело художника. Она творила своё искусство в духе феминизма, призванном бросить вызов традиционным системам ценностей в 1970-е годы. В своих поздних работах она исследует отношения между телом, пространством и языком.
С середины 1960-х годов Юстесен организует выставки, культурные мероприятия, музейные инсталляции и перформансы, а также получает пожизненный грант от Датского фонда искусств. Она также преподавала в Скандинавии, США и на Ближнем Востоке. Юстесен отстаивает права женщин-художников и их влияние в мире искусства, работая в различных советах и занимая различные должности в специализированных фондах, а также в компании единомышленников организуя семинары, посвящённые положению женщин-художников в обществе.
Юстесен занимается проектировкой театральных декораций с 1967 года, в том числе сотрудничая с балетными труппами в 1990-х годах, дизайном постановок труппы Рэнди Паттерсон, а также работая со сценографами в Датской национальной школе театра в 1985—1990 годах.
В 1999 году Юстесен опубликовала книгу «Kors Drag», содержащую в себя коллекцию из 200 изображений и 100 строк слов, принадлежащих женщинам-художницам из различных стран мира.
Работы Юстесен имеет острый политический контекст. В них она стремится бросить вызов мировому искусству и гендерному восприятию общества, а также маргинализации женщин. В 1970-е годы она сделала критические, юмористические, романтизированные изображения мужчин-художников в роли домохозяек, известные как «Фотографии домохозяйки». Они получили распространение в виде плакатов и в женских журналах и художественной литературе в 1970-х годах.